# Мария (королева Венгрии)
Мари́я I (венг. I. Mária, хорв. Marija Anžuvinska; 1371 — 17 мая 1395) — правящая королева Венгрии и Хорватии, дочь короля Венгрии, Хорватии и Польши Лайоша I Великого и Елизаветы Боснийской; последняя представительница Анжу-Сицилийской династии на венгерском престоле.
Король Лайош не имел сыновей, и потому на седьмой день после его кончины Мария была коронована как королева Венгрии. Поскольку она была несовершеннолетней, регентом при ней стала мать, которая в начале 1383 года освободила польских дворян от клятвы верности Марии, данной в 1379 году, в пользу младшей сестры королевы Ядвиги. Идея женщины-монарха оставалась непопулярной среди венгерских дворян, большинство из которых считали законным королём дальнего родственника Марии Карла III Неаполитанского. Для укрепления позиций Марии Елизавета Боснийская запланировала брак дочери с братом французского короля Карла VI Людовиком Орлеанским; о помолвке было объявлено в мае 1385 года.
В сентябре 1385 года Карл Неаполитанский высадился в коронных землях Далмации. В это же время Сигизмунд Люксембургский вторгся в Верхнюю Венгрию, заставив в октябре королеву-мать выдать за него замуж Марию, о браке с которой была достигнута договорённость ещё когда ей не было и года. Объединённые силы Марии и Сигизмунда не смогли помешать Карлу войти в Буду, королева отреклась от престола в пользу Карла, и он был коронован 31 декабря 1385 года. В феврале 1386 года Карла убили по инициативе матери Марии; сама она была восстановлена на троне, однако сторонники убитого короля захватили её и мать 25 июля 1386 года. Вдовствующая королева Елизавета была убита в январе 1387 года, но Марию освободили 4 июня. Мария официально оставалась соправителем Сигизмунда, который тем временем был коронован, но её влияние на управление страной было минимальным. Мария и её недоношенный сын умерли после того, как лошадь сбросила королеву во время охоты в 1395 году.

## Ранние годы

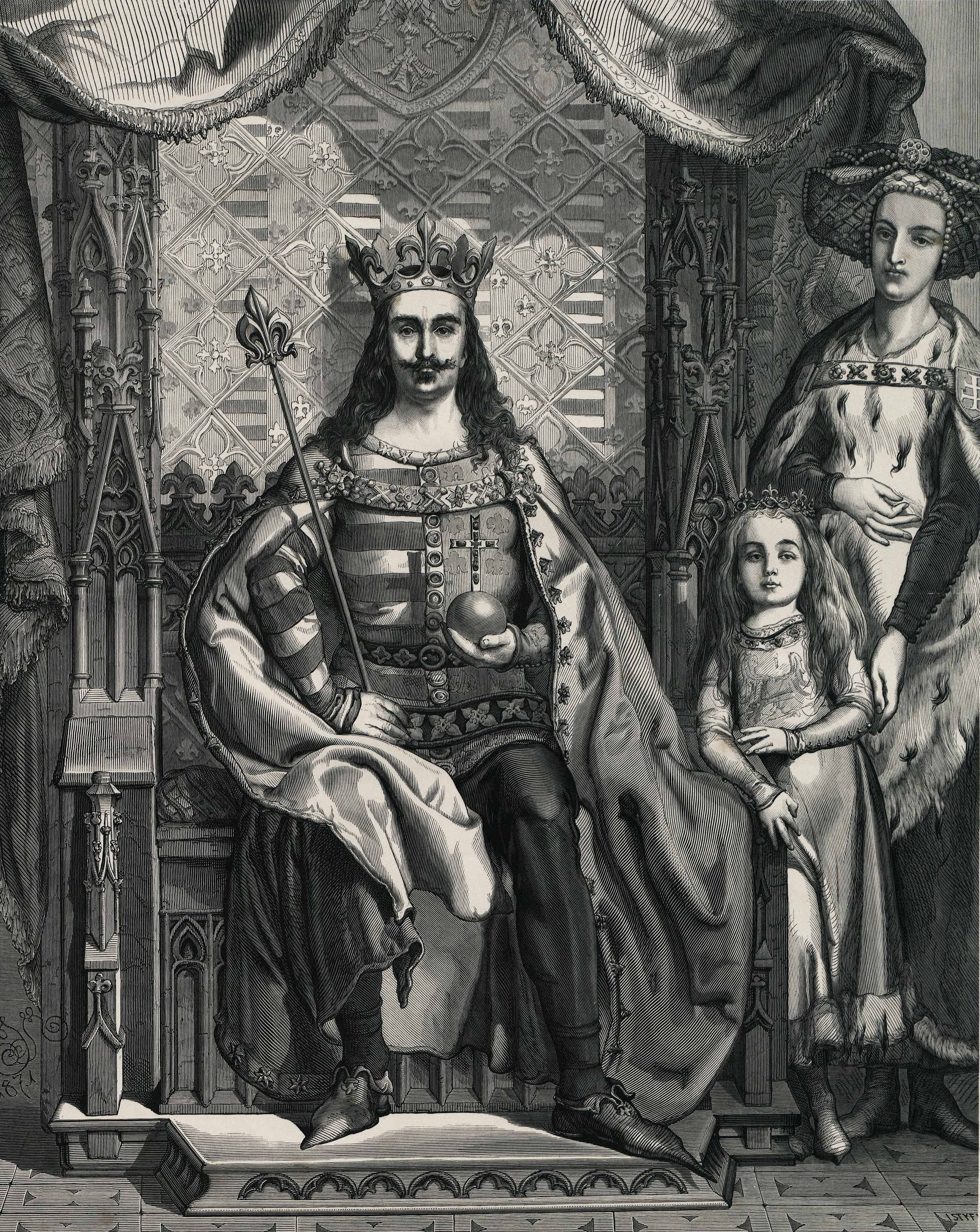
Людовик I Великий с женой Елизаветой Боснийской и дочерью. Ян Матейко, 1871

Мария родилась во второй половине 1371 года и была вторым ребёнком и второй дочерью из троих детей в семье короля Венгрии, Хорватии и Польши Людовика I Великого и его второй жены Елизаветы Боснийской. Родители Марии оставались бездетными около десятка лет после заключения брака, и только в 1370 году на свет появился их первенец — дочь Екатерина; следующие и последние двое детей Людовика и Елизаветы также оказались девочками: примерно через три года после рождения Марии у королевской четы родилась дочь Ядвига.
Поскольку Людовик не имел сыновей, ожидалось, что короны Венгрии, Хорватии и Польши, а также претензии на короны Неаполя и Прованса перейдут его дочерям, что сделало их желанными невестами в европейских королевских семьях. Ещё до того, как Марии исполнился один год, её отец договорился о браке принцессы с сыном императора Священной Римской империи Карла IV Сигизмундом. Людвиг подтвердил договорённость в июне 1373. Мария и Сигизмунд были близкими родственниками, поскольку бабка принцессы по отцу Елизавета Польская была родной сестрой прадеда Сигизмунда Казимира III; для такого брака было необходимо папское разрешение, которое было выдано Григорием XI 6 декабря 1374 года. 14 апреля 1375 года главные венгерские и польские лорды подтвердили обещание Людвига выдать его среднюю дочь за Сигизмунда.

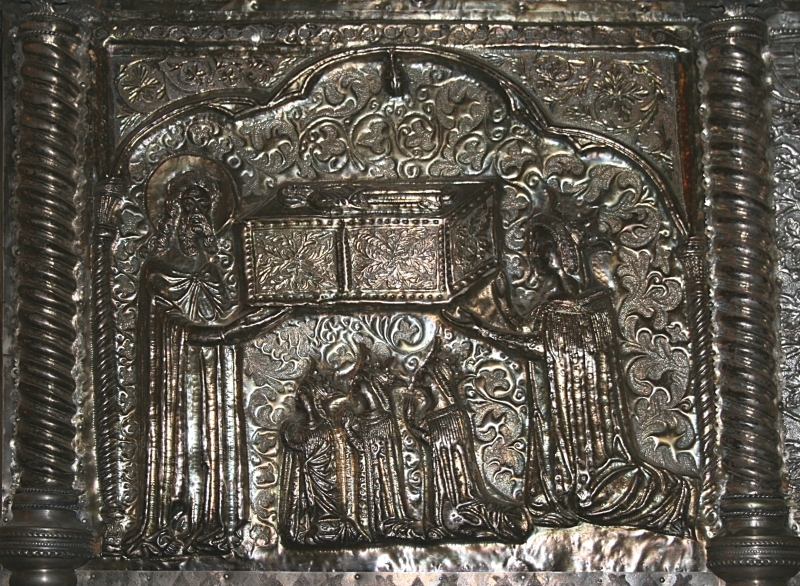
Мария с сёстрами молится пока её мать преподносит святому Симеону в дар ларец

Старшая сестра Марии, Екатерина, которая была обручена с Людовиком Орлеанским, скончалась во второй половине 1378 года. В следующем году в Зволене Людовик Великий подтвердил брату Сигизмунда римскому королю Вацлаву IV прежнюю договорённость о браке. Тогда же Вацлав и Людовик признали папой римским Урбана VI вместо Климента VII. В том же 1379 году в Трнаве состоялось формальное обручение Марии и Сигизмунда; Сигизмунд, получивший титул маркграфа Бранденбурга, отправился в Венгрию.
Людовиг призвал польских прелатов и знать в Кашшу в сентябре 1379 года, чтобы подтвердить права Марии в качестве наследницы Польского королевства. Современный этим событиям хронист Янко из Чарнкова, предвзято настроенный против Людовика, зафиксировал, что поляки уступили требованию монарха только после того, как он не позволил им покинуть город, закрыв его ворота. В то же время на встрече с австрийским герцогом Леопольдом III в начале 1380 года Людовик недвусмысленно намекнул, что королевой Венгрии станет его младшая дочь Ядвига, рука которой была обещана сыну австрийского герцога Вильгельму. По требованию Людовика 25 июля 1382 года делегация польских дворян вновь принесла клятву верности Сигизмунду и Марии. По мнению историка Оскара Галецкого, Людовик хотел разделить свои королевства между двумя оставшимися в живых дочерьми, однако Паль Энгель и Клод Мишод писали, что больной король хотел завещать и Венгрию и Польшу Марии и Сигизмунду.

## Правление

### Первые годы

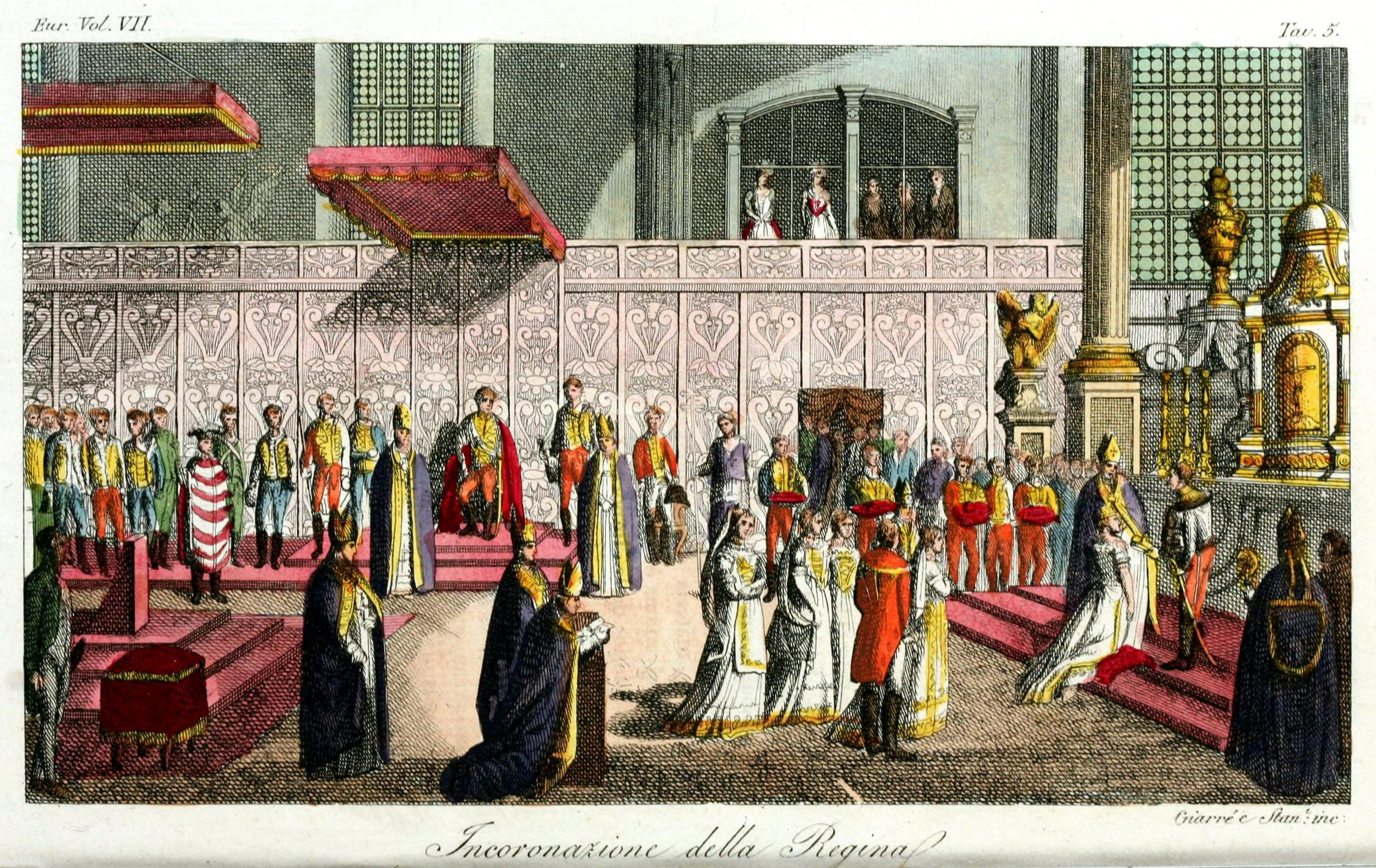
Коронация Марии

Людовик Великий скончался 10 сентября 1382 года. На следующий день после похорон короля, 17 сентября 1382 года, в Секешфехерваре Мария была коронована архиепископом Эстергомским кардиналом Деметрием короной святого Иштвана как «король» Венгрии. Титул, который использовался при коронации Марии, и сама церемония, проведённая поспешно в отсутствие жениха Марии, показывают, что её мать и её сторонники хотели подчеркнуть исключительную роль дочери Людовика Великого как самостоятельного монарха и отложить или даже помешать коронации Сигизмунда.
Королева-мать Елизавета Боснийская стала регентом при дочери, а её главными советниками были палатин Венгрии Миклош Гараи и кардинал Деметрий. Большинство придворных Людовика Великого сохранили свои должности и при дворе Марии и её матери, исключением по решению Елизаветы стали только братья Цудар — Георге, главный виночерпий, и Петер, воевода русский. Как писал польский историк и дипломат Ян Длугош, братья Цудар сдали форты литовцам, которые выплатили им крупную сумму. По приказу королевы-матери Петера Цудара арестовали до 1 ноября; в хартии, выданной Елизаветой, значилось только, что Цудар «явно нелоялен», никаких других причин для ареста указано не было.
Все королевские хартии, выпущенные в течение первых шести месяцев правления Марии, подчеркивали, что она законно унаследовала корону своего отца, однако большинство венгерских дворян были категорически против самой идеи женщины на троне. Законным наследником королевства знать считала короля Неаполя Карла III, поскольку он был последним представителем мужского пола Анжу-Сицилийского дома. Вместе с тем, сам Карл не мог открыто претендовать на Венгрию, поскольку на Неаполитанское королевство претендовал Людовик I Анжуйский, дядя короля Франции Карла VI, вторгшийся в Южную Италию в годом ранее.

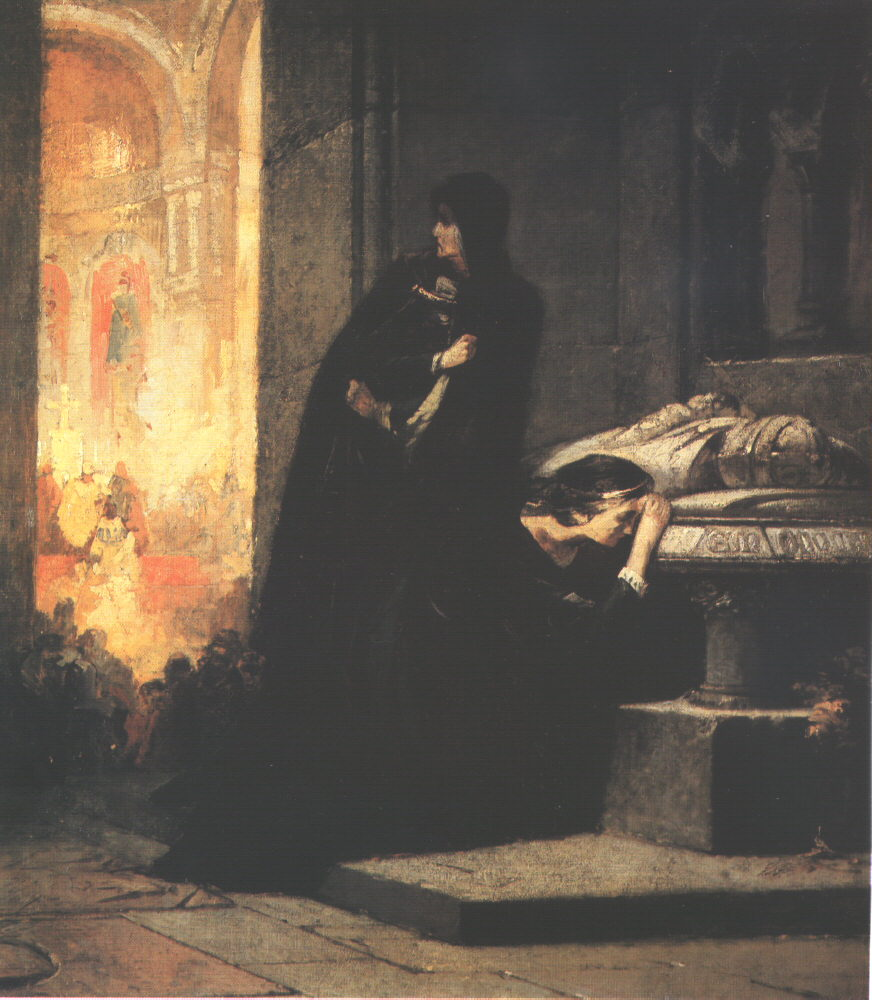
Королева Мария и вдовствующая королева Елизавета у могилы Людовика Великого. Шандор Лизен-Майер, 1862 год

25 ноября 1382 года в городе Радомско состоялась встреча дворян Великой Польши, которые были согласны передать польскую корону Марии или её младшей сестре Ядвиге при условии, что королева с супругом должны будут жить в Польше. Собрание дворян Малой Польши прошло 12 декабря того же года в Вислице, и было принято аналогичное решение. В случае, если королева-мать была согласна на условие, польские дворяне поклялись, что не станут предлагать польский трон кому-то ещё, кроме Марии или Ядвиги. Жених Марии, узнав о происходящем и пребывавший в Польше, вернулся в Венгрию. Решение польской знати не было единогласным: Бодзанта, архиепископ Гнезненский, семья Наленч и их союзники в Великой Польше отдавали предпочтение князю Земовиту IV Плоцкому. Во избежание гражданской войны, Елизавета отправила своих представителей на следующее собрание польских дворян, которое состоялось в Серадзе в конце февраля 1383 года. 28 марта представители королевы-матери освободили поляков от клятвы верности, данной Марии в 1382 году, объявив, что Елизавета отправит в Польшу свою младшую дочь Ядвигу.
Весной 1383 года хорватский дворянин Иван Палижна, приор Враны, поднял открытое восстание против правления Марии и её матери. Баном Хорватии (вице-королём) по приказу королев был назначен Степан II Лацкович; королевская армия двинулась в Хорватию и осадила Врану, заставив главу бунтовщиков бежать в Боснию. 4 ноября защитники Враны сдались Марии, которая присутствовала в окрестностях города во время осады вместе со своей матерью. Чтобы укрепить позиции Марии против Карла III Неаполитанского, королева-мать отправила посланников во Францию и через них начала переговоры о браке Марии с младшим братом короля Карла VI Людовиком Орлеанским, который когда-то был помолвлен со старшей сестрой Марии Екатериной. Марии и королеве-матери удалось покинуть Хорватию и Славонию только в начале следующего года. Вернувшись в Венгрию, Елизавета заменила Степана Лацковича Томашем Сентдьёрдьи, который с особой жестокостью положил конец заговору против королев в Задаре в мае 1384 года.

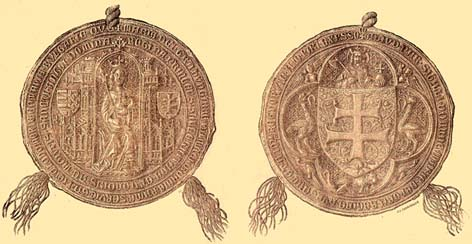
Королевская печать Марии

Хотя последняя Венгерская национальная ассамблея была проведена в начале 1350-х годов, королевы созвали новую, чтобы справиться с жалобами дворян. Мария подтвердила указы отца от 1351 года, подтвердив, тем самым, привилегии дворян 22 июня 1384 года. Переговоры о браке Марии с французским принцем вызвали новый раскол в среде венгерского дворянства: Лацковичи, Миклош Замбо и Миклош Сечи и другие придворные, которые были назначены во время правления Людовика Великого, продолжали поддерживать первого жениха Марии, Сигизмунда, в соответствии с волей покойного короля. В августе 1384 года королева-мать заменила их сторонниками Миклоша Гарая. Венгерские прелаты также выступали против французского брака, поскольку французы поддерживали Климента VII, которого венгерское духовенство считало антипапой. Вследствие назревающего конфликта, сестра Марии, Ядвига, отправилась в Польшу, где была коронована 16 октября 1384 года. В Польшу Ядвигу сопровождал кардинал Деметрий, которой после коронации вернулся в Венгрию, но отказался вернуться к королевскому двору; из-за поступка кардинала королевское правительство не могло нормально функционировать во время его отсутствия, поскольку он был хранителем королевской печати.

### Неаполитанская угроза

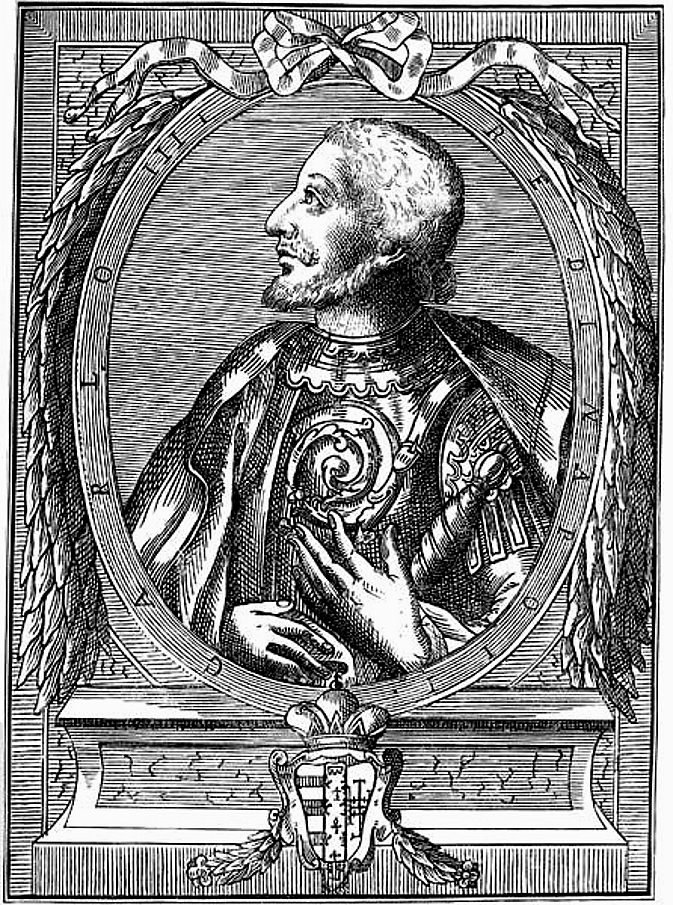
Карл III Неаполитанский, претендовавший на трон Венгрии под именем Карла II

Людовик I Анжуйский скончался 20 сентября 1384 года, что позволило его сопернику, Карлу III Неаполитанскому, стабилизировать своё правление на юге Италии в течение следующих месяцев. Укрепление позиций Карла III в Неаполе также способствовало формированию партии дворян, поддержавших его притязания на Венгерский престол. Лидерами этой партии стали Маховский бан Иван Хорват и его брат — епископ Загребский Павао. Сигизмунд Люксембургский пытался уговорить королеву-мать дать согласие на его брак с Марией, но та отказала ему. Сигизмунд покинул Венгрию в конце 1385 года.
Опасаясь за свое положение и положение дочери, Елизавета приняла решение начать переговоры с оппозицией, однако к весне 1385 года, когда состоялась их встреча в Пожеге, достичь какой-либо договорённости не удалось. В мае 1385 года в Венгрию прибыла французская делегация, и королева-мать, вопреки желанию покойного супруга, обручила Марию с Людовиком Орлеанским; согласно Фруассару, Людовик сразу после обручения стал подписывать свои письма как Людовик Французский, король Венгрии. В том же месяце королева-мать сняла с должности Степана Лацковича, обвинив его в государственной измене; она также направила письма в Загреб и другие города королевства, запретив местным жителям поддерживать Лацковича, епископа Павао и их родственников. В августе Иван и Павао Хорваты и их союзники официально предложили корону Карлу III Неаполитанскому и пригласили его в Венгрию. В том же месяце Мария подтвердила приобретение Твртко I города Котор в Далмации. В это же время бывший жених Марии, Сигизмунд Люксембургский, вместе с кузенами Йостом и Прокопом Моравскими, вторгся в Верхнюю Венгрию и захватил Пожоньский комитат. Королева-мать пошла навстречу оппозиции: заменила Миклоша Гараи с Миклошем Сечи и назначила Степана Лацковича и Миклоша Замбо воеводой Трансильвании и министром финансов соответственно.

### Реставрация и плен

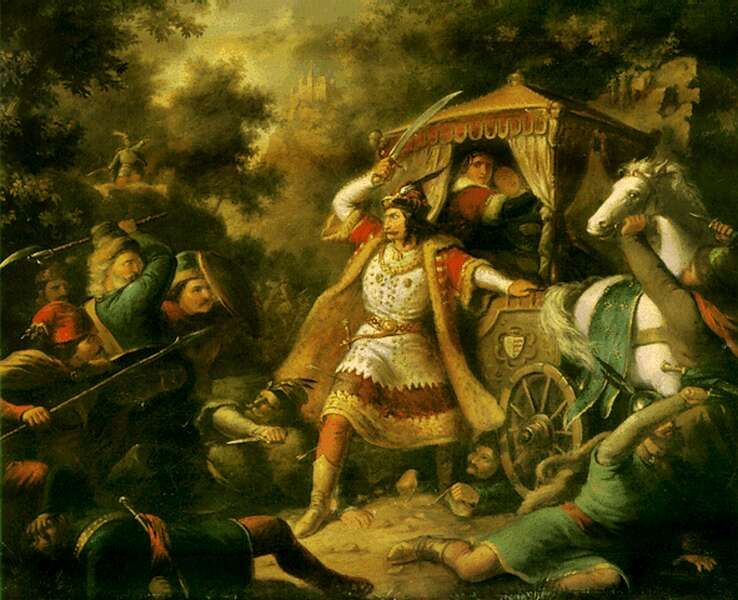
Миклош Гараи защищает королеву Марию и её мать Елизавету от хорватов. Худ. Михай Ковач.

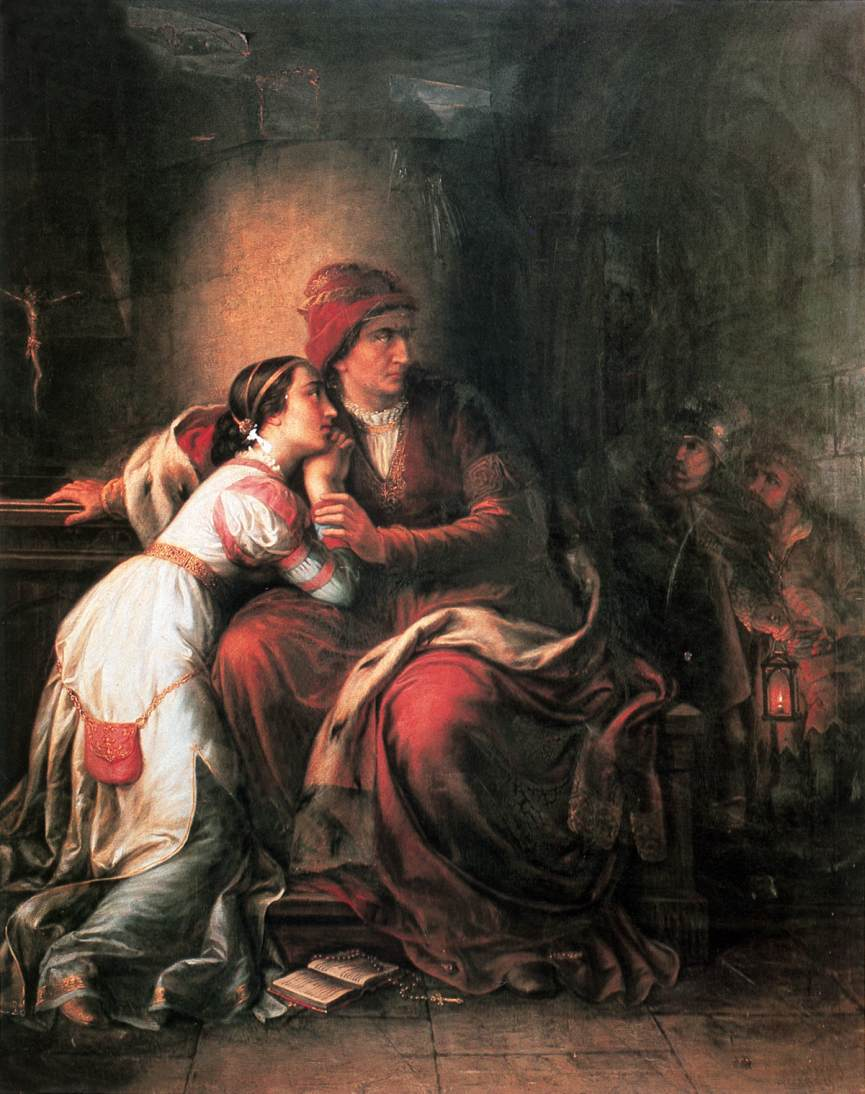
Мария и её мать Елизавета Боснийская в темнице.

Правление Карла III, однако, было недолгим. Елизавета не смирилась со свержением с престола своей дочери. Через несколько месяцев после коронации, 7 февраля 1386 года, Карл III прибыл по её приглашению в один из дворцов, где был тяжело ранен ножом по её приказу. Короля доставили в Вишеград, где он скончался 24 февраля.
14-летняя Мария была восстановлена на престоле, Елизавета вновь правила от её имени. В апреле Сигизмунд был доставлен в Венгрию своим братом Вацлавом, и Елизавета была вынуждена признать его как будущего соправителя Марии по договору, подписанному в Дьере.
Однако неаполитанская партия продолжала сопротивление. После убийства Карла III началось восстание против Елизаветы, центром которого стала Хорватия, связанная с Венгрией личной унией. Хорваты провозгласили законным королём Владислава, сына Карла II, который впоследствии ещё много лет безуспешно боролся за венгерский трон. Пытаясь успокоить ситуацию, Елизавета и Мария в сопровождении Миклоша Гараи и вооружённой охраны направились в Хорватию. Однако в этот раз королева-мать неверно оценила ситуацию. 25 июля королевский эскорт попал в засаду, охрана была перебита, Миклош Гараи убит, а Елизавета с Марией взяты в плен. Их заключили в тюрьму замка епископа Загребского в Гомнеце (ныне — Босильево). Елизавета умоляла нападавших пощадить её дочь.

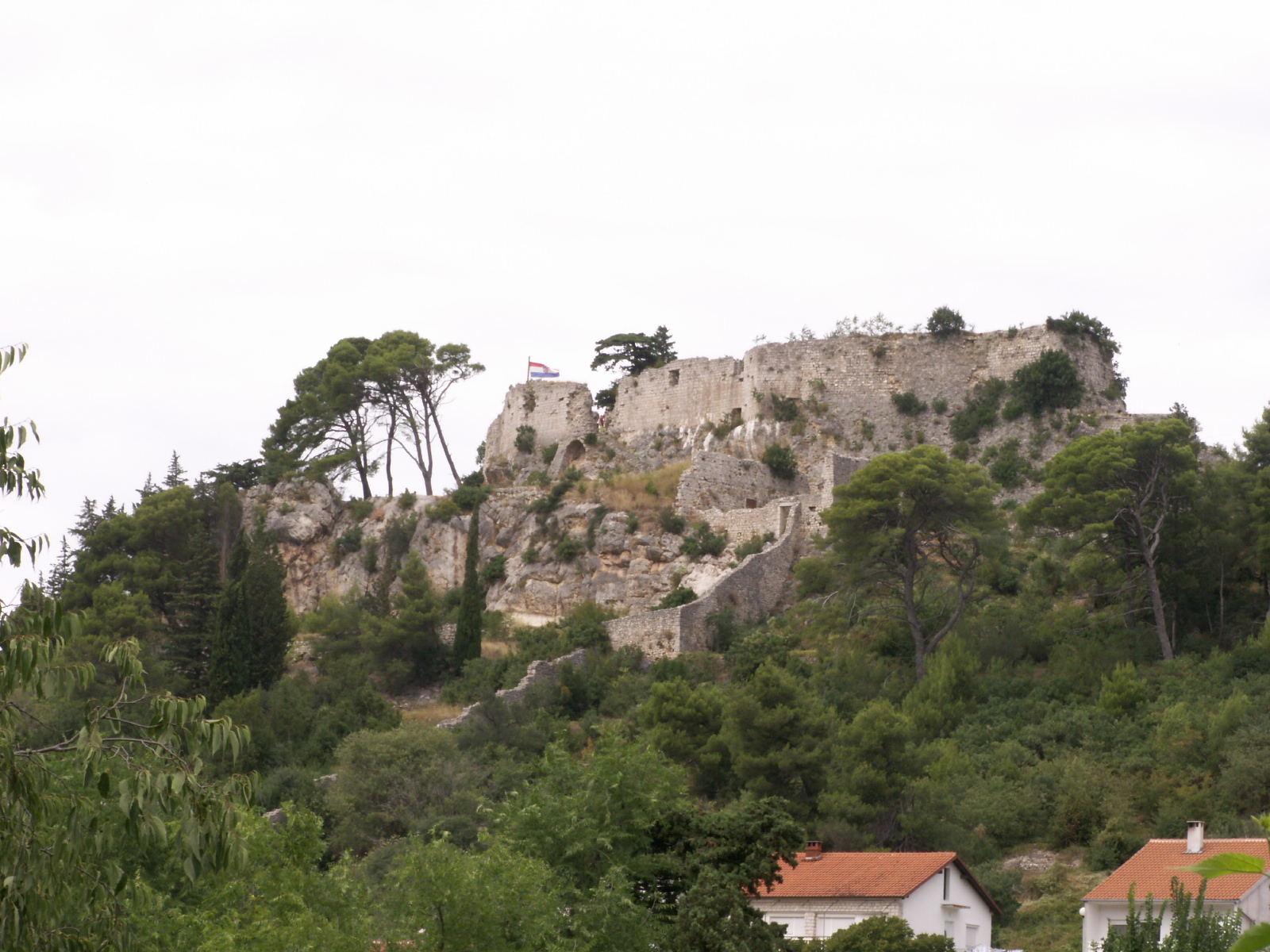
Руины замка в Новиграде, где содержались Мария и её мать Елизавета.

Впервые за века королевство осталось без правителя, и бароны взяли на себя власть. Они созвали конгресс в Секешфехерваре и предложили мятежным хорватам компромисс, но переговоры завершились безрезультатно. Пленённые королевы вскоре были переведены в Новиградский замок неподалёку от Задара. Елизавета пыталась тайно связаться с Венецией, прося о помощи, но её письма были перехвачены тюремщиками. Вдова Карла II Маргарита Дураццо, которая была против планов мужа стать венгерским королём, настаивала на отмщении. 16 января 1387 года Елизавета была задушена в темнице на глазах у дочери по приказу тюремщика Иоанна Палисны. Мария была вызволена из плена в январе 1387 года войсками своего мужа Сигизмунда, который был коронован венгерским королём 31 марта того же года.

### Соправительница мужа
Мария примирилась с хорватами, но не смогла простить Сигизмунду смерти своей матери, хотя тот наказал убийц, и они жили каждый своей жизнью и каждый имел свой двор. Она умерла 17 мая 1395 года в возрасте 24 лет в результате падения во время верховой конной прогулки, когда была на последних сроках беременности. Её сестра Ядвига попыталась заявить претензии на венгерскую корону, указывая на соглашение, заключенное в 1384 году, однако Сигизмунд сохранил её без особого труда.